# Rugby na wózkach na Letnich Igrzyskach Paraolimpijskich 2004
Rugby na wózkach na Letnich Igrzyskach Paraolimpijskich 2004 w Atenach rozgrywane było między 19 – 25 września, w hali Hellinikon Olympic Arena.

## Medaliści
| Konkurencja                  | Złoto | Srebro | Brąz |
| Turniej mężczyzn (szczegóły) | Nowa Zelandia · Dan Buckingham · Stephen Guthrie · Bill Oughton · Timothy Johnson · Geremy Tinker · Jai Waite · Sholto Taylor · Gary McMurray · Curtis Palmer | Kanada · Allan Cartrand · Fabien Lavoie · Jared Funk · David Willsie · Patrice Simard · Mike Bacon · Michael Whitehead · Daniel Paradis · Raymond Lizotte · Garett Hickling · Ian Chan · Allan Semenuik | Stany Zjednoczone · Lynn Nelson · Clifton Chunn · Wayne Romero · Brent Poppen · Will Groulx · Scott Hogsett · Bob Lujano · Andy Cohn · Norman Lyduch · Bryan Kirkland · Mark Zupan · Sam Gloor |

### Tabela medalowa
| Miejsce | Państwo           | Złoto | Srebro | Brąz | Razem |
| ------- | ----------------- | ----- | ------ | ---- | ----- |
| 1       | Nowa Zelandia     | 1     | 0      | 0    | 1     |
| 2       | Kanada            | 0     | 1      | 0    | 1     |
| 3       | Stany Zjednoczone | 0     | 0      | 1    | 1     |
|         | Razem             | 1     | 1      | 1    | 3     |